# Margaret W. Rossiter
Margaret W. Rossiter (* 8. Juli 1944; † 3. August 2025) war eine US-amerikanische Wissenschaftshistorikerin, die sich besonders mit Frauen in den Wissenschaften und amerikanischer Wissenschaftsgeschichte befasste. Von ihr stammt der Begriff Matilda-Effekt dafür, dass Leistungen von Frauen in den Wissenschaften gern ihren männlichen Kollegen zugeschrieben und sie selbst übersehen wurden und werden.

## Leben und Werk
Margaret Rossiter kam aus einer Militärfamilie, die sich schließlich nahe Boston niederließ. Beide Eltern hatten akademische Abschlüsse und ihr Vater arbeitete als Geschichtslehrer. Ab 1962 studierte sie als National Merit Scholar zunächst Mathematik und dann Chemie und Wissenschaftsgeschichte am Radcliffe College mit dem Bachelor-Abschluss 1966. Danach studierte sie an der University of Wisconsin-Madison mit dem Master-Abschluss (M.A.) und an der Yale University, an der sie den Master-Abschluss in Philosophie ablegte (M. Phil.) und 1971 promovierte. Als Post-Doktorandin arbeitete sie an der Harvard University (und auch als Gastprofessorin 1983/84) am Charles Warren Center for Studies in American History und an der University of California, Berkeley. 1986 erhielt sie eine Stelle an der Cornell University und 1989 eine MacArthor Fellowship, die sie finanziell in ihrer Forschung relativ unabhängig machte. Trotz ihrer Pionierarbeit in der Forschung zu Frauen in der amerikanischen Wissenschaftsgeschichte hatte sie Probleme, in Cornell eine Professur zu erhalten, was erst erfolgte, als sie einen Ruf der University of Georgia erhielt. Sie wurde Marie Underhill Noll Professor of the History of Science in Cornell und nach dessen Gründung Mitglied des dortigen Department of Science and Technology Studies.
Margaret Rossiter befasste sich zunächst mit den Schülern von Justus von Liebig in Amerika und der Begründung der Agrarwissenschaften in den USA. Ab 1982 erschien ihr dreibändiges Werk über Frauen in der US-amerikanischen Wissenschaftsgeschichte (ein Band erhielt den Pfizer-Preis). Bei den Karrierehindernissen für Frauen machte sie insbesondere eine hierarchische Absonderung (weniger Frauen je höher in der Karriereleiter) und eine „territoriale“ Absonderung aus (Clusterbildung in bestimmten wissenschaftlichen Disziplinen) als Ursachen aus. Ihre Arbeit zum Matilda-Effekt erschien 1993. Der Name wurde nach der Frauenrechtlerin Matilda Joslyn Gage gewählt, die im 19. Jahrhundert ebenfalls auf das Phänomen hinwies.
1981 war sie Guggenheim Fellow und 1989 wurde sie MacArthur Fellow. Für das Jahr 2013 wurde sie zum Fellow der American Association for the Advancement of Science ernannt. 2022 erhielt sie die George-Sarton-Medaille.
Von 1994 bis 2003 war sie Herausgeberin der Zeitschrift für Wissenschaftsgeschichte Isis.
Der Margaret W. Rossiter History of Women in Science Prize ist ihr zu Ehren benannt.
Sie verstarb Anfang August 2025 im Alter von 81 Jahren.

## Schriften (Auswahl)
Ohne die in den Fußnoten zitierten Arbeiten.
- The Emergence of Agricultural Science: Justus Liebig and the Americans, 1840-1880, Yale University Press, 1975. ISBN 978-0-300-01721-2.
- Women scientists in America: Struggles and Strategies to 1940, Band 1, Johns Hopkins University Press, 1982
- Women Scientists in America: Before Affirmative Action, 1940–1972, Band 2, Johns Hopkins University Press, 1995. ISBN 978-0-8018-5711-9.
- A Twisted Tale: Women in the Physical Sciences in the Nineteenth and Twentieth Centuries, in: Mary Jo Nye (Hrsg.), The Cambridge History of Science, Band 5, Cambridge University Press 2003, S. 54–71.
- Women Scientists in America: Forging a New World since 1972, Band 3, Johns Hopkins University Press, 2012